# Paul Dulac
Paul Dulac (10 de agosto de 1983) es un deportista neocaledonio que compitió en judo. Ganó dos medallas en el Campeonato de Oceanía de Judo en los años 2004 y 2008.

## Palmarés internacional
| Campeonato de Oceanía | Campeonato de Oceanía        | Campeonato de Oceanía | Campeonato de Oceanía |
| Año                   | Lugar                        | Medalla               | Categoría             |
| --------------------- | ---------------------------- | --------------------- | --------------------- |
| 2004                  | Numea (Francia)              | Medalla de plata      | –66 kg                |
| 2008                  | Christchurch (Nueva Zelanda) | Medalla de bronce     | –66 kg                |